# Frontière entre Bahreïn et l'Iran
La frontière entre Bahreïn et l'Iran est entièrement maritime et se situe dans le golfe Persique.
En juin 1971, un traité fut formalisé avec une ligne de démarcation en 4 points 
- Point (1) 27° 00' 35" 51° 23' 00" (tri-point avec le Qatar)
- Point (2) 27° 02' 46" 51° 05' 54"
- Point (3) 27° 06' 30" 50° 57' 00"
- Point (4) 27° 10' 00" 50° 54' 00" (tri-point avec l'Arabie saoudite)